# Dofurêm Guaianá

## Divisão do povo
Somos o povo Dofurêm Guaianá, do troco linguístico Jê, nossa sociedade é dividida em duas metades exogâmicas que se relacionam entre si, cada qual com dois clãs, a metade Opê Chaig (Pés Pretos) e Opê Cuxán ( Pés vermelhos). 

## Contato com os colonizadores
Somos o povo encontrado pelos europeus quando subiram ao planalto no século XVI, onde oferecemos uma ferrenha resistência a sua presença, principalmente durante o chamado "Cerco de Piratininga" de 1562, em nossa participação na Revolta dos Tamoios. Foram várias tentativas para nos pacificar, sendo a mais importante com a construção da Capela de São Miguel Arcanjo, que se tornou a sede do aldeamento jesuítico de Ururaí, hoje o bairro de São Miguel Paulista, Zona leste de São Paulo. 

## A luta nos tempos atuais e a perda do território tradicional
Nosso povo manteve quatro grandes assentamentos dentro dos limites do aldeamento, o Sítio Piraquara, ou "aldeia de cima", o Sítio Mirim, ou "aldeia de baixo", o Sítio Botorussú e o Sítio da Casa Velha, sendo os dois primeiros os mais importantes e populosos. Em 1927, com a morte de nossa matriarca e hekakê (chefe tradicional) Benedicta da Conceição Bueno inicia-se um processo gradativo da perda desses últimos grandes assentamentos Dofurêm Guaianá, processo que fatalmente provocou a perda total do nosso território tradicional no final dos anos 50. 

## Lugar de ocupação atual (Século 21)
Apesar de todas as dificuldades, massacres e perseguições sobrevivemos ocupando bairros da zona leste de São Paulo, dentro do que foi outrora nosso território ancestral, possuímos uma população estimada em mais ou menos 500 pessoas, mantemos um processo de retomada e resgate cultural iniciado pelos antigos, mas que está nas mãos dos jovens desde 2001, mantendo a existência dos clãs, rituais, objetos tradicionais e retomando o nosso idioma, que se chama Digrê. 

## A cultura material do povo dofurêm guaianá
Nossas apresentações culturais envolvem cantos em nosso idioma, danças tradicionais e utilização de objetos ritualísticos e instrumentos musicais típicos de nosso povo como o uãixim, uma espécie de instrumento de corda pertencente à família dos berimbaus, xig-xí (chocalho) e tororõm (tambor).

## Reconhecimento oficial
Atualmente lutamos pelos nossos direitos como povo originário de São Paulo, pelo nosso reconhecimento oficial pelas autoridades Estaduais e Federais, que por anos vêm escondendo o fato de ainda estarmos aqui vivos. Apesar dessas dificuldades, obtivemos em novembro de 2011 a honra de sermos reconhecidos pela subprefeitura de Itaquera (inclusive território ancestral dofurêm guaianá), onde fizeram uma homenagem a nossa Ningrê  Isabel Opê Longiô (https://www.prefeitura.sp.gov.br/cidade/secretarias/subprefeituras/itaquera/noticias/?p=28275).